# Felipe Nájera
Felipe Nájera, właściwie Felipe Nájera Arreola  (ur. 23 maja 1963 w Chihuahua) – meksykański aktor.
Felipe Nájera znany przede wszystkim z roli Pascuala Gandii w serialu młodzieżowym Zbuntowani. Wcielił się tam w dyrektora sławnej i bogatej szkoły - Elitle Way School. Jego żona uczy tam angielskiego, ich małżeństwo wciąż przeżywa kryzys. Mają córkę, Pilar, która z powodu ojca-dyrektora i matki-nauczycielki, jest odrzucana przez pozostałych uczniów. Dlatego wstępuje do Loży i pisze anonimy.

## Filmografia
Telenowele:
- 2013: Mentir para vivir jako ksiądz Mariano
- 2011: Podwójne życie Angeliki
- 2009: Verano de amor (Letnia miłość) jako Federico Carrasco
- 2007: Lola, érase una vez jako Severo
- 2006: Código postal jako Juez
- 2006: La fea más bella (Brzydka ładniejsza) jako Diseñador
- 2004–2006:  Zbuntowani (Rebelde) jako Pascual Gandía
- 2004:  Grzesznica (Amarte es mi pecado)
- 2002–2003:  Clase 406 jako Dionisio Nino Infante
- 2000:  Ramona jako Fernando Coronado
- 2000: Primer amor... a mil por hora (Pierwsza miłość...tysiąc na godzinę) jako Valente Montijo
- 1997: Gente Bien (1997)

Seriale telewizyjne:
- 2007: RBD: La familia (Rodzina RBD)
- 2005: Desde Gayola
- 2000-2006: Mujer, casos de la vida real

Filmy kinowe:
- 2006: Más que a nada en el mundo
- 1986: Jamas es demasiado tiempo